# Цхинвалски район
Цхинвалски район (на грузински: ცხინვალის მუნიციპალიტეტი; на осетински: Цхинвалы район; на руски: Цхинвальский район) е район в Южна Осетия. Административен център е град Цхинвал.
В района има 86 селища.